# Y Piscium
Y Piscium är en kortperiodisk förmörkelsevariabel av Algol-typ i Fiskarnas stjärnbild.
Stjärnan varierar mellan fotografisk magnitud +10,1 och 13,1 med en period av 3,765767 dygn